# Five Points (New York)

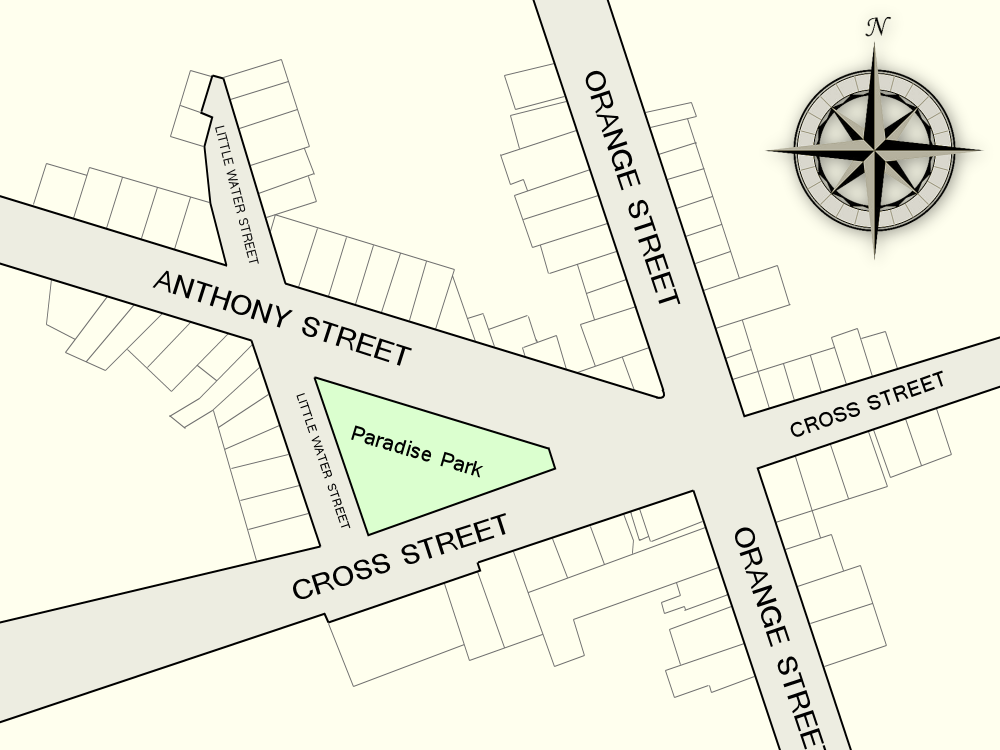
Kaart van Five Points circa 1850

Five Points was een beruchte krottenwijk in het centrum van het New Yorkse stadsdeel Manhattan. Het kreeg de naam Five Points vanwege het kruispunt van vijf straten in het centrum van het Mulberry Street district. De straten waren Anthony Street (tegenwoordig Worth Street), Cross Street (tegenwoordig Mosco Street), Orange Street (tegenwoordig Baxter Street) en Little Water Street (Verdwenen).

## Geschiedenis

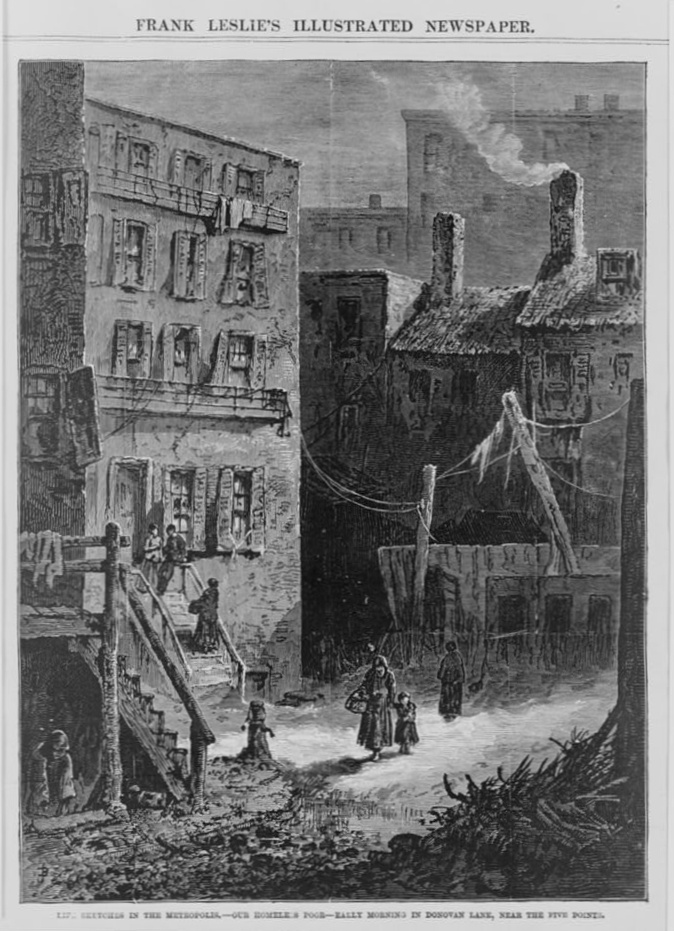
Arme huurhuisjes nabij Five Point op een schets uit 1872

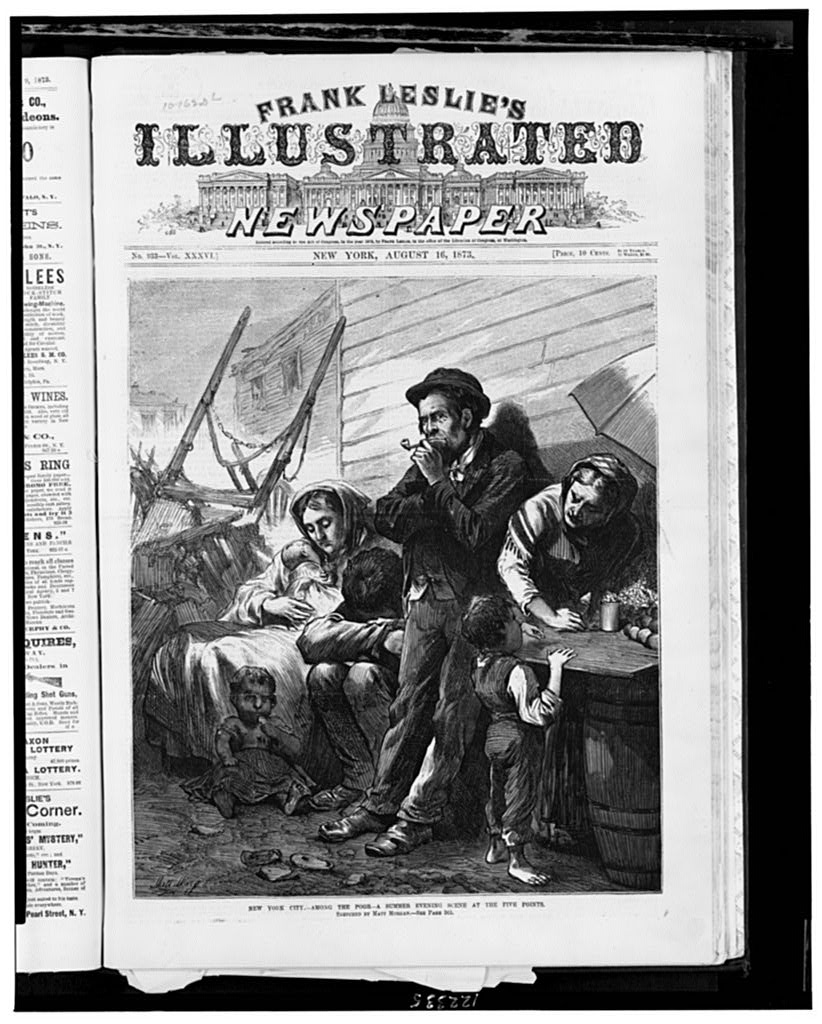
Zomertafereel aan Five Points in 1872

De wijk kreeg vorm rond 1820 naast de plaats van de voormalige Collect Pond, een meer dat werd drooggelegd wegens de sterke vervuiling van het water door fabrieken die er naast gebouwd werden en er hun afval loosden. De drooglegging werd slecht uitgevoerd en in het zuidoosten stroomde water binnen waardoor deze buurt moerassig werd en geteisterd door insecten. Hierdoor daalde de landwaarde. De meeste bewoners uit de middenklasse en de hogere middenklasse vluchtten weg waardoor de wijk open kwam te staan voor een toevloed van arme migranten in de vroege jaren 1820, die aanzwol tot een stortvloed in de jaren 1840 door de Ierse aardappelhongersnood.
In een snel tempo raakte de wijk in verval en het werd steeds gevaarlijker voor buitenstaanders om erdoorheen te gaan. Overvallen, diefstallen, vechtpartijen en moord vonden dagelijks plaats in de wijk. Ook stond de wijk bekend om de corruptie in de politiek, vooral na de Amerikaanse Burgeroorlog (tijdens één stemming werden er meer stemmen geteld dan het aantal geregistreerde inwoners).
Five Points enkel karakteriseren als een woestenij zou echter misleidend zijn, want er vond een zekere beweging plaats die gestalte gaf aan een van de bekendste aspecten van het moderne Amerikaanse leven. Five Points was de originele melting pot, aanvankelijk vooral bestaande uit nieuwe geëmancipeerde Afro-Amerikanen en pas aangekomen Ieren. De samenvloeiing van Afrikaanse, Ierse, Angelsaksische en later Joodse en Italiaanse culturen, vond het eerst plaats in Five Points en zou een belangrijk element worden in de geschiedenis van de Verenigde Staten.
De fusie van de Ierse gigue met de Afrikaanse ritmische dansen gaf op korte termijn gestalte aan de tapdans (zie ook Master Juba) en op de lange termijn tot een muziekgenre dat een van de belangrijkste voorlopers vormde van de Amerikaanse jazz en rock-'n-roll. Deze vervlechting vond circa 1840 plaats in Five Points, bijna zeker in de Almack's dance hall (ook bekend als "Pete Williams's Place") aan de oostzijde van Orange Street (vandaag Baxter Street) net ten zuiden van de kruising met Bayard Street. Deze grond wordt vandaag ingenomen door Columbus Park, dat voornamelijk wordt bezocht door inwoners van het huidige Chinatown.

## Film
De wijk vormde de achtergrond van de film uit 2002 Gangs of New York van Martin Scorsese.
Ook was de wijk een onderdeel van de laatste scène van de film Now You See Me.

## Serie
In de HBO-serie Copper uit 2012 vormt de wijk Five Points de achtergrond in het verhaal. Copper is een misdaaddrama dat zich afspeelt in het New York van de jaren 1860.